# Igor Primoratz
Igor Primorac, też Igor Primoratz (ros. Игорь Приморац; ur. 6 listopada 1945 w Moskwie) – chorwacki filozof pochodzenia rosyjskiego, profesor na Uniwersytecie w Melbourne. Urodzony w ZSRR, Primoratz zdobył dyplom z  filozofii w 1970 roku na Wydziale Filozoficznym w Belgradzie i do 1980 roku pracował tam jako wykładowca. Jego zainteresowania badawcze obejmują etykę, filozofię polityczną, filozofię prawa. W 2012 roku przetłumaczono na język polski książkę Primoratza pt. Filozofia seksu (tytuł oryginalny książki brzmi „Etyka seksu”), która według doniesień polskiej prasy była jednym z najważniejszych wydarzeń wydawniczych tego roku w Polsce i stanowi wyczerpujące kompendium wiedzy z zakresu filozofii seksu. W tej książce autor stwierdza, że ci, którzy w ogóle zajmowali się tematem seksu, w większości w gruncie rzeczy zadowalali się jedynie podtrzymywaniem konwencjonalnych norm społecznych za pomocą argumentów filozoficznych.

## Tłumaczenia na język polski
- Igor Primoratz: Filozofia seksu. Tłumacz: Joanna Klimczyk. Warszawa: Wydawnictwo Naukowe PWN, 2012, seria: FILOZOFIA W PRAKTYCE. ISBN 978-83-01-16905-3. Brak numerów stron w książce